# New York Knicks 1951-1952
La stagione 1951-52 dei New York Knicks fu la 6ª nella NBA per la franchigia.
I New York Knicks arrivarono terzi nella Eastern Division con un record di 37-29. Nei play-off vinsero nella semifinale di division con i Boston Celtics (2-1), la finale di division con i Syracuse Nationals (3-1), perdendo poi la finale NBA con i Minneapolis Lakers (4-3).

## Classifica
| Squadra            | V  | P  | %    | GB |
| ------------------ | -- | -- | ---- | -- |
| Syracuse Nationals | 40 | 26 | 60,6 | -  |
| Boston Celtics     | 39 | 27 | 59,1 | 1  |
| N.Y. Knicks        | 37 | 29 | 56,1 | 3  |
| Philad. Warriors   | 33 | 33 | 50,0 | 7  |
| Baltimore Bullets  | 20 | 46 | 30,3 | 20 |

## Roster
| \| Pos. \| Num. \| Naz. \| Nome \| Altezza \| Peso \| Data nascita \| Provenienza \| \| ---- \| ----- \| ---- \| ----------------- \| ------- \| ------ \| ------------ \| -------------------- \| \| A \| 12 \| \| Boryla, Vince \| 196 cm \| 95 kg \| 11-03-1927 \| Denver \| \| A/C \| 8 \| \| Clifton, Nat \| 198 cm \| 100 kg \| 13-10-1922 \| Xavier-Louisiana \| \| A/C \| 11 \| \| Gallatin, Harry \| 198 cm \| 95 kg \| 26-04-1927 \| Truman State \| \| A \| 17-6 \| \| Kaftan, George \| 191 cm \| 86 kg \| 22-02-1928 \| Holy Cross \| \| G \| 7 \| \| Lumpp, Ray \| 185 cm \| 81 kg \| 11-07-1923 \| New York \| \| A \| 16-3 \| \| McGuire, Al \| 188 cm \| 82 kg \| 07-09-1928 \| St. John's \| \| G \| 15 \| \| McGuire, Dick \| 183 cm \| 82 kg \| 25-01-1926 \| St. John's \| \| C \| 19-22 \| \| Scherer, Herb \| 206 cm \| 96 kg \| 21-12-1928 \| Long Island \| \| A/C \| 18 \| \| Simmons, Connie \| 203 cm \| 101 kg \| 15-03-1925 \| Flushing High School \| \| G/AP \| 9 \| \| Vandeweghe, Ernie \| 191 cm \| 88 kg \| 12-09-1928 \| Colgate \| \| G/AP \| 10 \| \| Zaslofsky, Max \| 188 cm \| 77 kg \| 07-12-1925 \| St. John's \| | Allenatore - Joe Lapchick Legenda - (C) Capitano - (FA) Free agent - (S) Sospeso - (TW) Contratto Two-way - (GL) Assegnato a squadra G League affiliata - Infortunato Roster • Transazioni · Ultima transazione: 26 aprile 1952 |                        |                   |         |        |              |                      |
| Pos. | Num. | Naz.                   | Nome              | Altezza | Peso   | Data nascita | Provenienza          |
| A | 12 | Stati Uniti (bandiera) | Boryla, Vince     | 196 cm  | 95 kg  | 11-03-1927   | Denver               |
| A/C | 8 | Stati Uniti (bandiera) | Clifton, Nat      | 198 cm  | 100 kg | 13-10-1922   | Xavier-Louisiana     |
| A/C | 11 | Stati Uniti (bandiera) | Gallatin, Harry   | 198 cm  | 95 kg  | 26-04-1927   | Truman State         |
| A | 17-6 | Stati Uniti (bandiera) | Kaftan, George    | 191 cm  | 86 kg  | 22-02-1928   | Holy Cross           |
| G | 7 | Stati Uniti (bandiera) | Lumpp, Ray        | 185 cm  | 81 kg  | 11-07-1923   | New York             |
| A | 16-3 | Stati Uniti (bandiera) | McGuire, Al       | 188 cm  | 82 kg  | 07-09-1928   | St. John's           |
| G | 15 | Stati Uniti (bandiera) | McGuire, Dick     | 183 cm  | 82 kg  | 25-01-1926   | St. John's           |
| C | 19-22 | Stati Uniti (bandiera) | Scherer, Herb     | 206 cm  | 96 kg  | 21-12-1928   | Long Island          |
| A/C | 18 | Stati Uniti (bandiera) | Simmons, Connie   | 203 cm  | 101 kg | 15-03-1925   | Flushing High School |
| G/AP | 9 | Canada (bandiera)      | Vandeweghe, Ernie | 191 cm  | 88 kg  | 12-09-1928   | Colgate              |
| G/AP | 10 | Stati Uniti (bandiera) | Zaslofsky, Max    | 188 cm  | 77 kg  | 07-12-1925   | St. John's           |